# Mère réfrigérateur
La mère réfrigérateur est une expression utilisée surtout dans les années 1950-1960 pour qualifier une attitude de manque de chaleur affective attribuée aux parents (souvent la mère) d'enfants autistes ou schizophrènes, leur imputant la responsabilité de l'autisme de leurs enfants. Cette hypothèse est réfutée par la science moderne, l'autisme ayant une origine multifactorielle, principalement génétique et environnementale.

## Origine et influences

### Propos de Leo Kanner

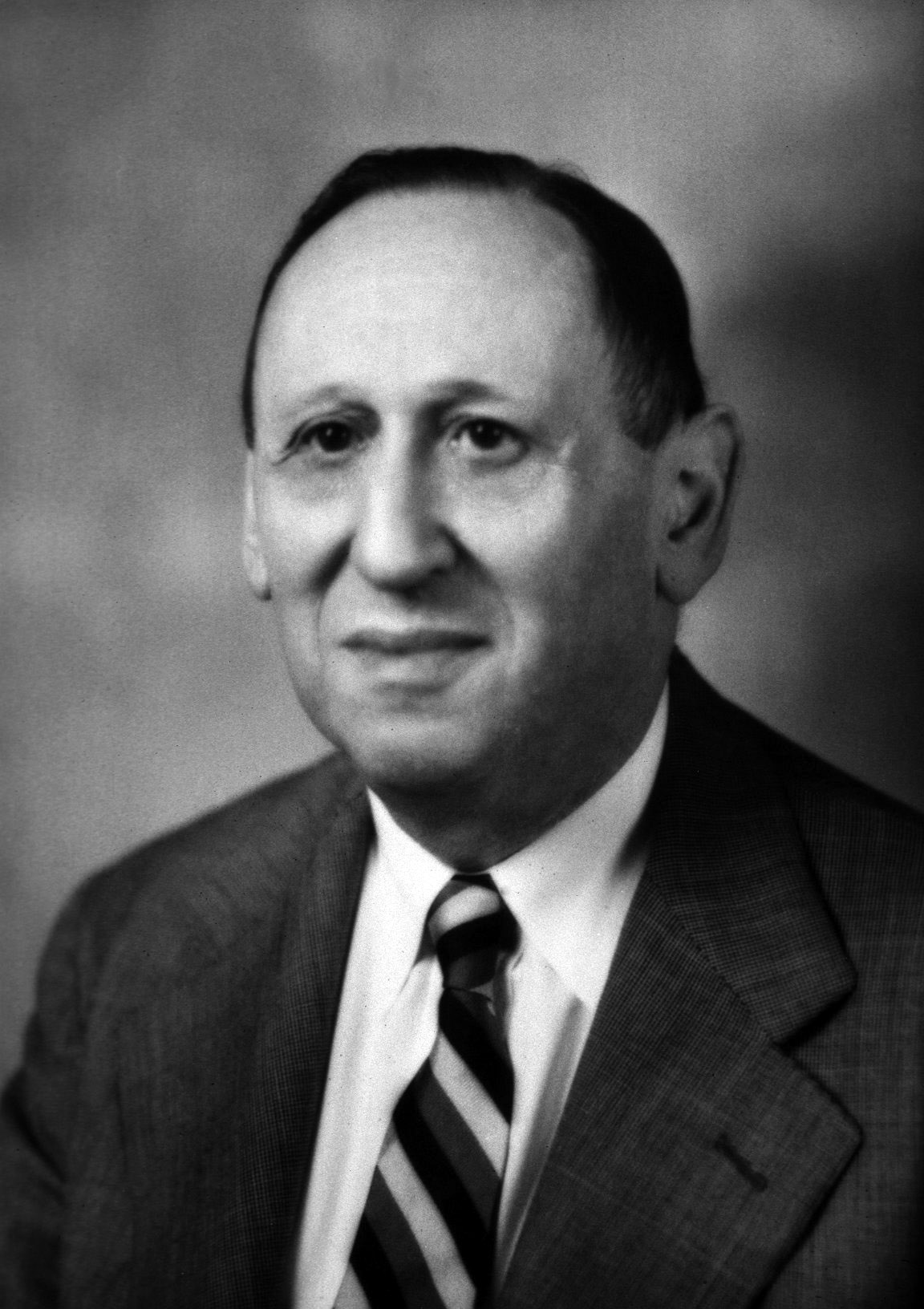
Leo Kanner est à l'origine de ce vocabulaire tout en étant un actif défenseur du paramètre inné du trouble.

C'est historiquement Grunia Soukhareva (1925) et Hans Asperger (1938) qui sont à l'origine de l'acception actuelle de l'autisme. Mais Leo Kanner récupèrera les recherches d'Asperger grâce à son ancien diagnosticien Georg Frankl. Le terme « autisme » a été inventé en 1911 par Eugen Bleuler (1857-1939), élève de Charcot, pour désigner à l'époque, le retrait de la communication interpersonnelle chez l'adulte schizophrène. Le mot « autisme » est un raccourci de la formulation « auto-érotisme », Bleuler considérant qu'il n'y avait pas d'Eros chez ces personnes, l'ôta pour donner autisme. À la fin de l'article principal de 1943, Kanner décrit des parents rarement chaleureux. Il parle de personnes cultivées, portées vers l’abstraction, et sans véritable intérêt pour les personnes. Il ajoute qu'il est difficile d'attribuer l'ensemble du tableau aux toutes premières relations parentales, dès lors que la solitude des enfants autistes commence dès le début de leur vie. Il termine en soulignant qu'il a de purs exemples de caractère inné de troubles autistiques du contact affectif, ce qui confirme l'argument de son article visant à mettre en évidence un caractère inné.
En 1949, les propos sont plus forts, et il décrit des enfants comme laissés dans un réfrigérateur qui ne dégivre pas, et qui se tournent vers une solitude qui semble plus confortable. Cette phrase est semble-t-il à la source de l'expression, et cette hypothèse est entretenue jusqu'en 1960 où il parle de parents qui se seraient tout juste suffisamment décongelés pour procréer un enfant.
En 1969, il précise qu'il a bien depuis toujours utilisé des termes non ambigus comme « inné », mais que, comme il a décrit des caractéristiques de parents en tant que personnes, on a déformé ses propos en « c'est l'entière responsabilité des parents ».
Selon Jacques Hochmann, Kanner — au début du moins de son approche de l'autisme — remarque « chez les parents un profil singulier : une mère qu’il décrit comme faussement affectueuse, superficielle, en fait froide voire « réfrigérateur » [...], un père intellectuel, perdu dans ses pensées ou ses soucis de carrière. ». Pour Jacques Hochmann, « réfrigérateur » est le mot de Kanner et non celui de Bettelheim à qui il a été « fautivement attribué » et qui « ne l’a jamais prononcé ».

### Bruno Bettelheim
Les avis divergent sur le statut exact d'un personnage qui déchaîne les passions, tour à tour encensé puis haï par la critique , parfois décrit comme un mythomane doublé d'un mystificateur,. 
Karen Zelan, qui a travaillé avec Bettelheim, rappelle qu'il a établi en 1967 une étiologie de l'autisme qui concordait avec celle de Kanner et qui était rattachée aux premiers temps du développement. Tout en acceptant l'hypothèse d'Erik Erikson qui attribuait l'autisme à un défaut de relation mère-enfant en raison d'une défaillance de l'enfant, « Bettelheim accordait plus d’importance au besoin qu’ont des parents anxieux de se défendre de leur enfant dès le départ, avant même sa naissance ».
Si Bettelheim fait mention du rapport mère-enfant à propos du cas de Marcia, mère qui « ne lui laissait aucune initiative. C’est pourquoi la mauvaise mère, le mauvais objet, n’était pas incorporé mais prenait simplement possession de Marcia. Toute action n’aurait conduit qu’à augmenter la puissance de l’envahisseur. Aussi Marcia ne faisait-elle rien. », Karen Zela note que dans le cas de Marcia, Bettelheim s’écarte de façon répétée des théories antérieures, principalement psychanalytiques pour s’inspirer de Jean Piaget.
Mais s'il n'affirme pas que la cause n'est pas biologique, il se place dans le contexte de ce qui n'est pas biologiquement établi (Bettelheim exclut de son acception de l'autisme ce qui serait d'origine biologique tout en utilisant les critères établis par Kanner pour mettre en évidence un caractère congénital). Bettelheim cumule dans ce cadre d'acceptation des remarques qui coïncident avec une accusation au moins possiblement, si ce n'est nécessairement, imputable aux mères. L'expression « mères réfrigérateur » qu'il a repris à partir des mots de Kanner a donc pris le sens d'une mise en accusation.

## Implications juridiques
Jean-Baptiste Lamarche souligne qu'aucune des mères accusées d'être « réfrigérateur » n'a été accusée de faute dans un contexte juridique ; il soulgne que « L’accusation de froideur et les sanctions qui frappaient les fautives révélaient ce que les mœurs attendaient alors des mères. Ces attentes ne relèvent donc pas du droit : la froideur maternelle n’est ni délit ni crime »
.

## Réfutations
Des arguments réfutant l'hypothèse de la mère réfrigérateur apparaissent à partir des années 1970, suggérant une origine génétique et l'influence de facteurs environnementaux. La science moderne s'accorde sur le fait que l'autisme a une origine multifactorielle, à la fois génétique et environnementale.

## Filmographie
Mise en image dans le film Refrigerator Mothers (en) (2003), cette expression incarne, en plus d'une attitude décrite, l'idée d'une responsabilité dans la survenue du trouble chez l'enfant qui serait imputable à une défaillance de chaleur affective de la mère.